# St. Wolfgang (Velburg)

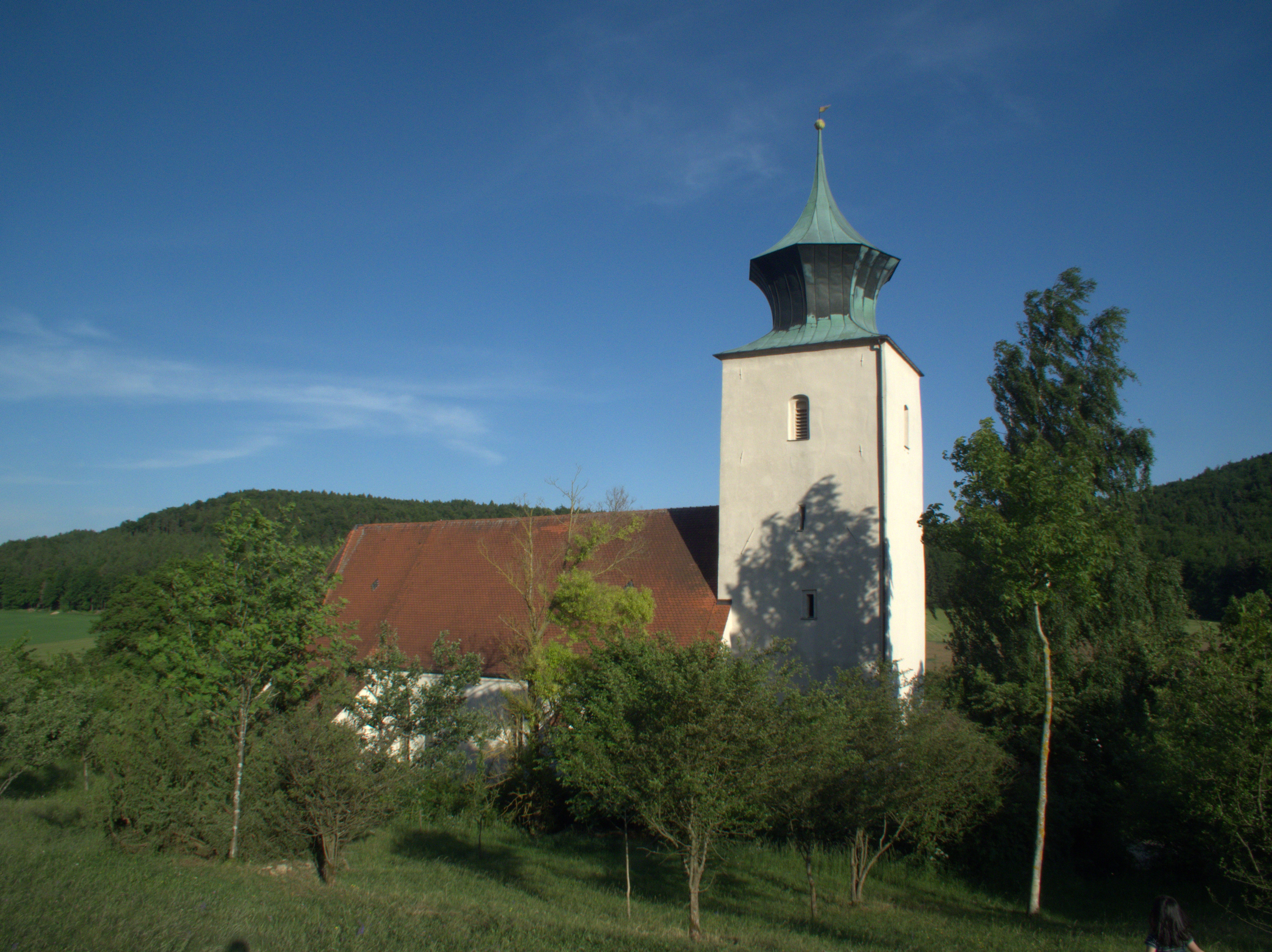
St. Wolfgang (Velburg)

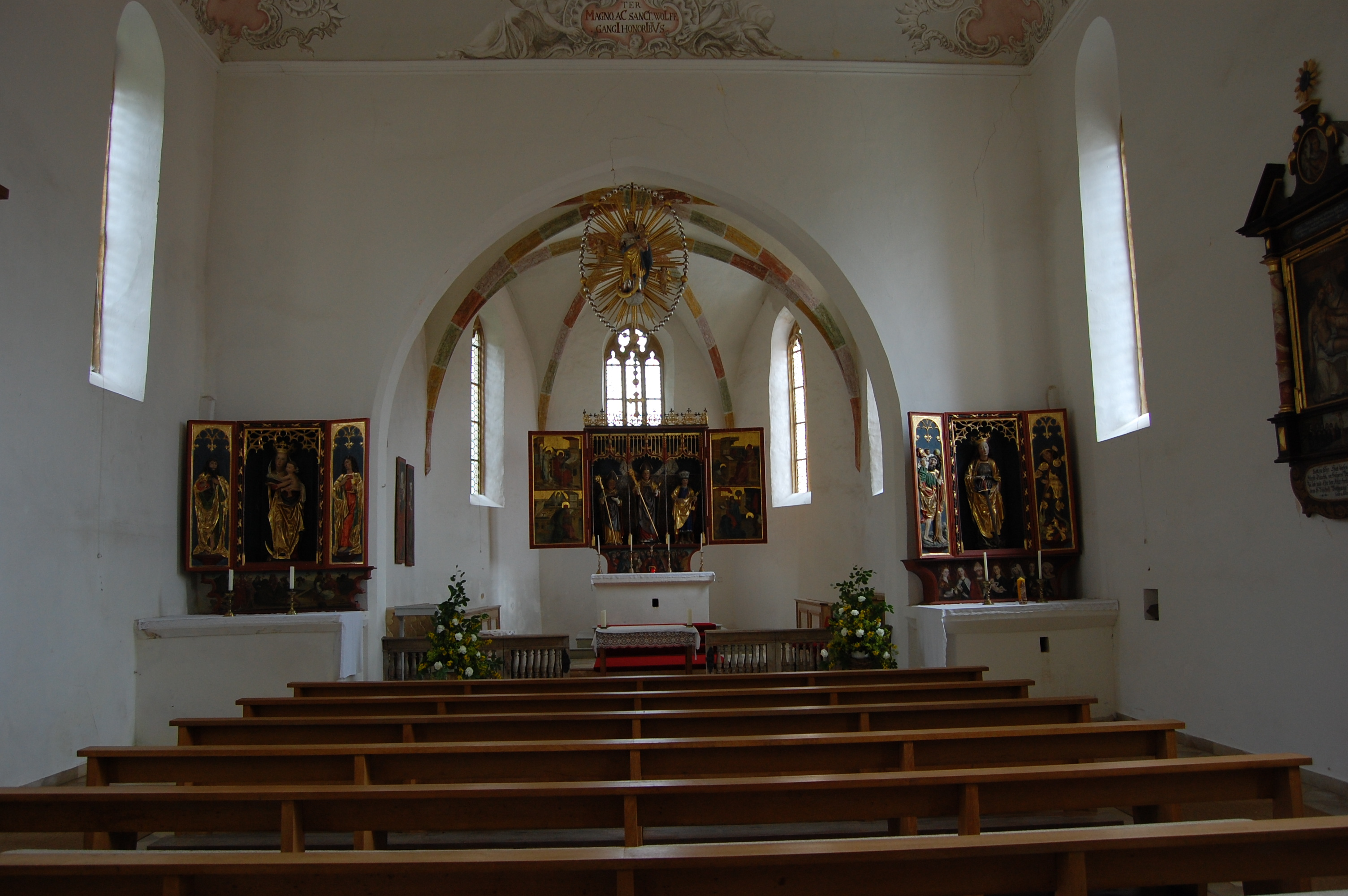
Innenansicht

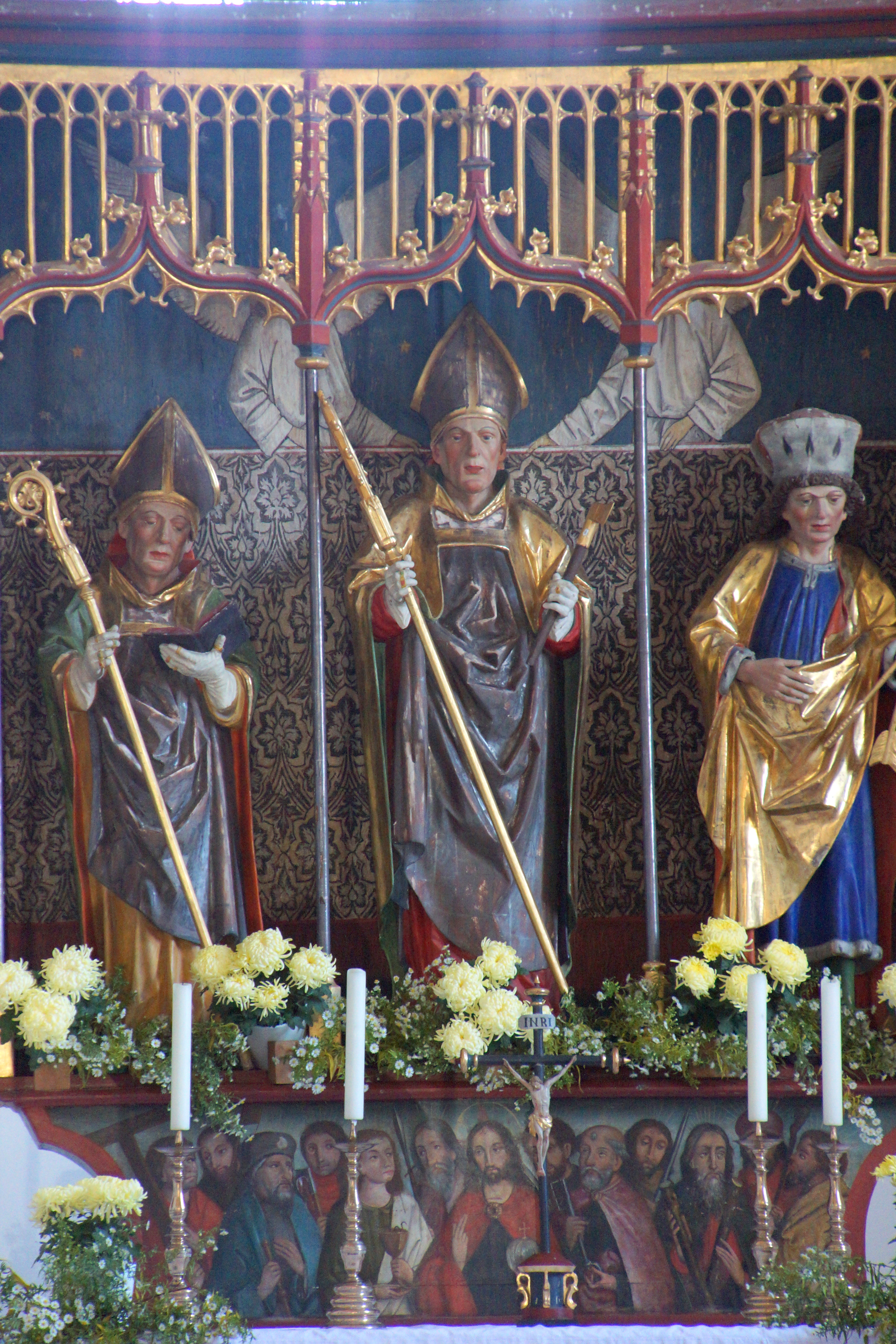
Hauptaltar – Mittelteil

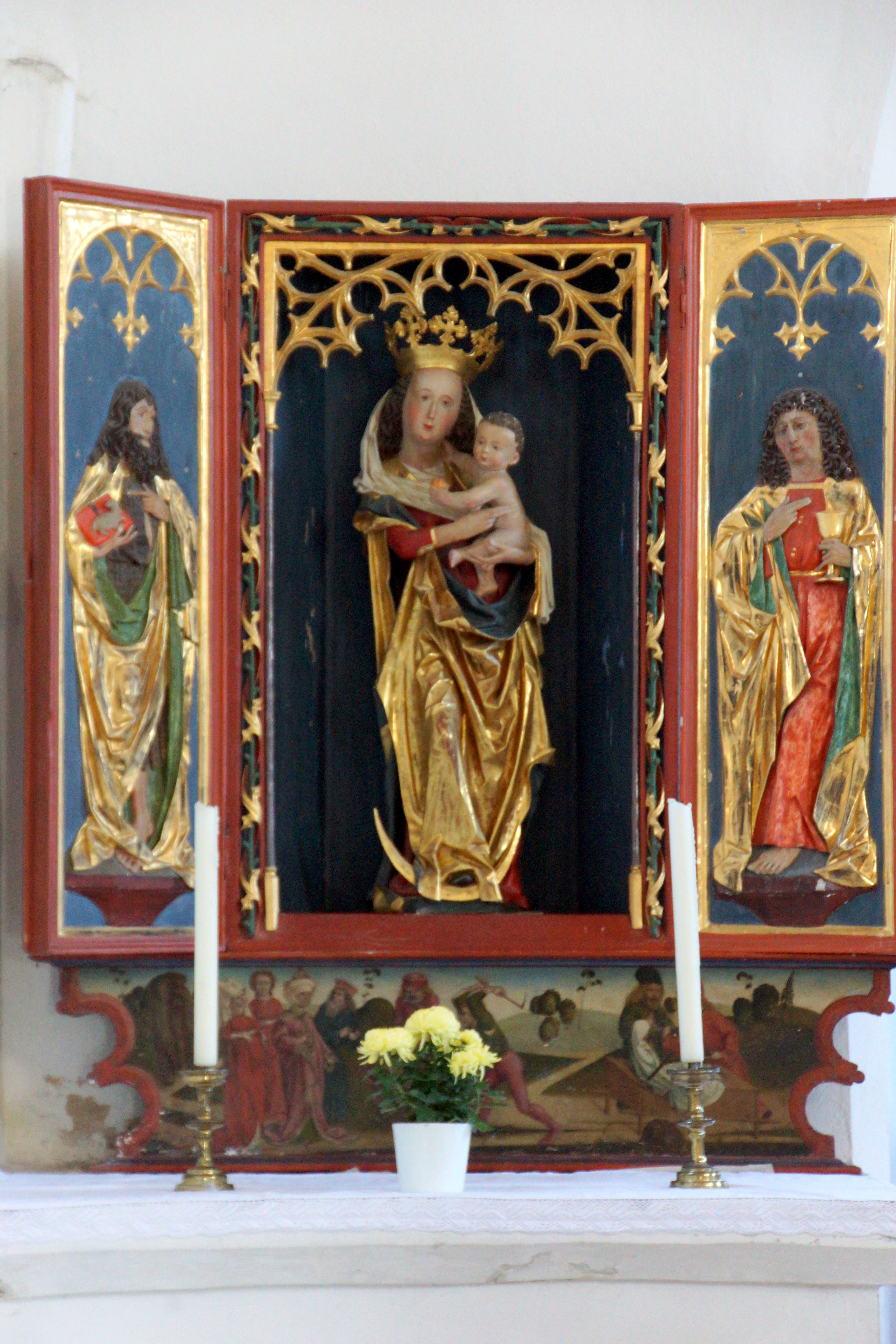
Linker Seitenaltar

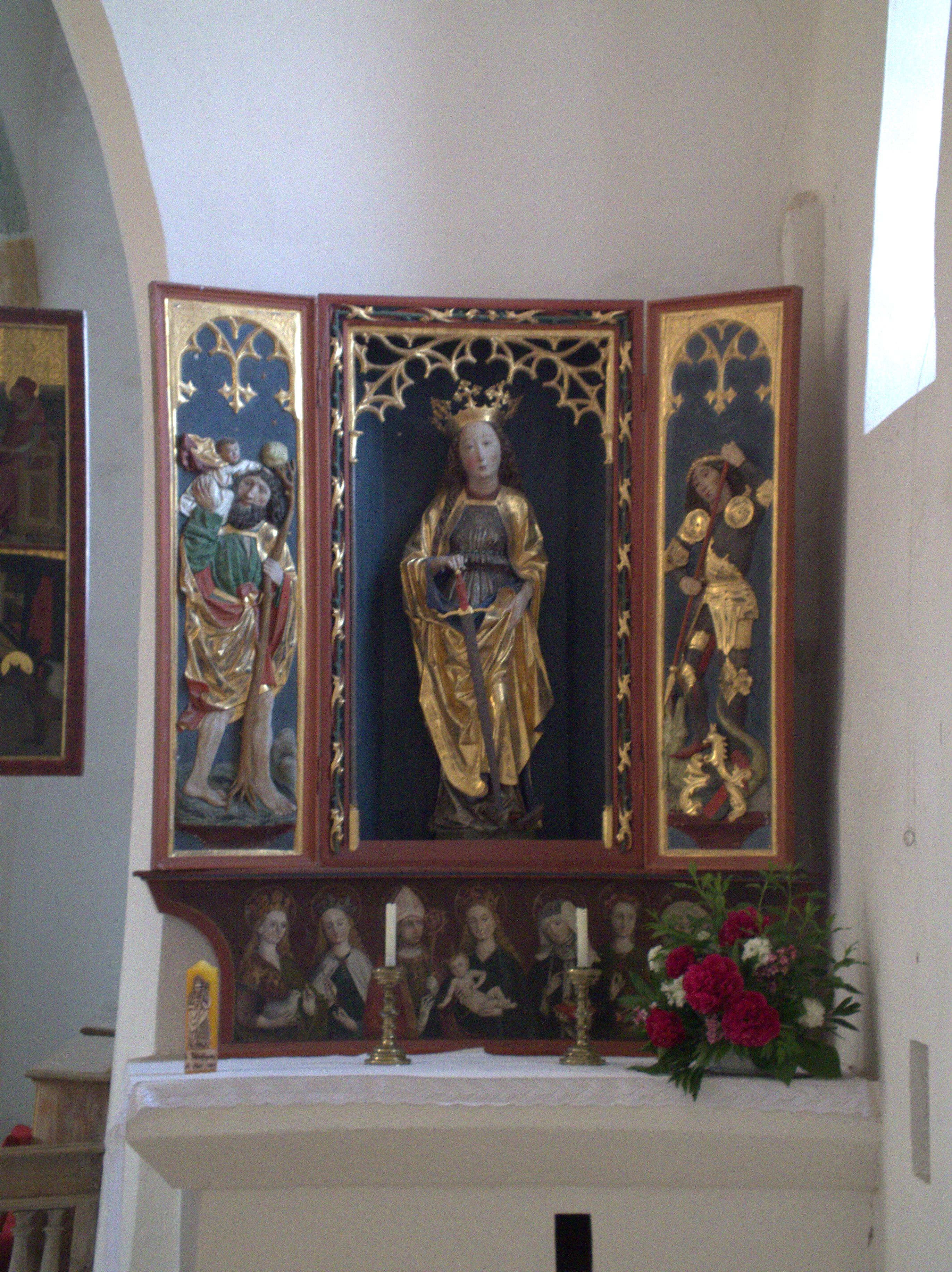
Rechter Seitenaltar

Die römisch-katholische Wallfahrtskirche St. Wolfgang ist eine gotische Saalkirche im Ortsteil St. Wolfgang von Velburg im Oberpfälzer Landkreis Neumarkt in der Oberpfalz. Sie gehört als Filialkirche zur Kirchengemeinde St. Johannes in Velburg im Bistum Eichstätt und ist durch ihre künstlerisch wertvollen gotischen Flügelaltäre bekannt.

## Geschichte und Architektur
Die einst stark besuchte Wallfahrtskirche ist an der Südseite eines Felsens gelegen, auf dem eine 1280 erstmals erwähnte Burg stand. Gemäß einer Inschrift an der Westseite wurde das Bauwerk 1467 von einem Werkmeister oder Maurer Peter Winden aus Weiden in der Oberpfalz errichtet, in der Sakristei sind noch ältere Bestandteile erhalten. Das Gebäude wurde 1694 durch Hans Puchtler aus Velburg umgebaut. Im Jahr 1767 wurde eine Flachdecke im Schiff eingebaut und mit Deckengemälden versehen. Eine Restaurierung erfolgte im Jahr 1961. Gegenwärtig sind es vor allem der Emmausgang zu Ostermontag, die Bittprozession vor Christi Himmelfahrt und die Feier des Kirchenpatroziniums am letzten Sonntag im Oktober, zu denen die Kirche genutzt  wird.
Das Bauwerk ist eine Saalkirche, die mit Strebepfeilern und einem am Chor und an der Südseite entlanglaufenden Kaffgesims gegliedert ist. Es weist eine gewisse typologische Ähnlichkeit mit der Kirche St. Leo im thüringischen Bibra auf. Weitgehend originale zwei- und dreibahnige Fenster mit Maßwerk erhellen das Innere. Der Westturm ist mit einer unkonventionellen geschweiften Haube abgeschlossen. An der Südseite ist ein Portal in einer spitzbogigen Rahmung mit durchgesteckten Stäben erhalten. Ein leicht eingezogener Chor mit zwei Jochen endet in einem Polygon aus drei Seiten eines Sechsecks. Der Chor ist mit Kreuzrippengewölbe mit gekehlten Rippen geschlossen, welche die im Jahr 1961 nach Befund restaurierte ursprüngliche Fassung zeigen. Tellerförmige Schlusssteine sind mit erneuerter heraldischer Fassung versehen. Der Chor öffnet sich in einem Spitzbogen zum Langhaus, in das eine Westempore auf profilierten Bogenarkaden eingebaut ist. An deren Brüstung ist das Leben des heiligen Wolfgang in vier Grisaillemalereien aus dem Jahr 1752 dargestellt. Ornamentale und zwei figürliche Deckengemälde wurden von Johann Georg Hämmerl aus Velburg (gemäß einem Chronogramm im Jahr 1757) ausgeführt.

## Ausstattung
Drei wertvolle spätgotische, mehrfach restaurierte Flügelaltäre aus dem späten 15. Jahrhundert auf den ursprünglichen Mensen bilden die Hauptwerke der Ausstattung der Kirche. Der um 1460/1470 entstandene Hochaltar zeigt im Schrein Figuren der Heiligen Wolfgang, Willibald und Sebastian vor einem gemalten, von Engeln getragenen Brokatvorhang. In der Predella ist ein Gemälde mit Christus und den zwölf Aposteln zu sehen. Besonders fein ausgeführt sind die detailreichen Gemälde der Flügel, welche die vier Kirchenväter mit den Evangelistensymbolen in ihren mittelalterlichen Schreibstuben zeigen.
Die beiden in Stil und Aufbau ähnlichen Seitenaltäre wurden durch den Eichstätter Domherren Heinrich von Redwitz († 1500) gestiftet und von einem anderen Künstler als der Hauptaltar geschaffen. Im linken Altar steht eine Mondsichelmadonna im Mittelpunkt, flankiert von Reliefs der Heiligen Johann Baptist und Johannes Evangelista. Auf der Rückseite ist ein Gemälde der Verkündigung zu sehen, in der Predella die Auffindung des Kreuzes durch die heilige Helena. Der rechte Altar zeigt in der Mitte die heilige Katharina mit Reliefs der Heiligen Christophorus und Georg in den Flügeln und der gemalten Darstellung der Muttergottes inmitten von Heiligen in der Predella. Auf den Rückseiten der Flügel sind Gemälde der Heiligen Barbara und Margaretha zu finden.
Das Kommuniongitter wurde zu Beginn des 17. Jahrhunderts geschaffen. An den Chorwänden sind vier Flügelbilder von den Seitenaltären mit Darstellungen der Heiligen Apollonia, Ottilia, Anna selbdritt und Margaretha angebracht. An der linken Wand des Langhauses sind Figuren des heiligen Wolfgang aus der Zeit um 1480 und der Schmerzensmutter aus dem 18. Jahrhundert und ein Kruzifixus des 16. Jahrhunderts aufgestellt. In der Turmvorhalle sind lebensgroße Figuren der Heiligen Sebastian und Katharina aus der zweiten Hälfte des 17. Jahrhunderts zu finden.
An der südlichen Langhauswand befindet sich das hölzerne Epitaph des kurfürstlich-bayerischen Proviantoffiziers David Stich († 1644) mit Darstellungen des Verstorbenen, einer Pietà und des heiligen Wolfgang sowie eines Kruzifixes. Die spätgotische Tür zur Sakristei besitzt noch originale Beschläge und einen Türgriff an einer Platte in durchbrochener Treibarbeit, die den heiligen Wolfgang umgeben von dichtem Astwerk zeigt. Die Orgel ist ein Werk von Mathis Orgelbau aus dem Jahr 1979 mit sechs Registern auf einem Manual und Pedal.